# Ghorahi
Ghorahi (ancien nom: Tribhuwannagar) est une municipalité de la zone de Rapti au Népal, dans le District de Dang.
La population était de 62 928 habitants en 2011.